# Anneville-sur-Scie
Anneville-sur-Scie és un municipi francès situat al departament del Sena Marítim i a la regió de Normandia. L'any 2007 tenia 445 habitants.

## Demografia

### Població
El 2007 la població de fet d'Anneville-sur-Scie era de 445 persones. Hi havia 166 famílies de les quals 28 eren unipersonals (12 homes vivint sols i 16 dones vivint soles), 63 parelles sense fills i 75 parelles amb fills.
La població ha evolucionat segons el següent gràfic:
Habitants censats

### Habitatges
El 2007 hi havia 176 habitatges, 165 eren l'habitatge principal de la família, 7 eren segones residències i 4 estaven desocupats. 174 eren cases i 1 era un apartament. Dels 165 habitatges principals, 149 estaven ocupats pels seus propietaris, 13 estaven llogats i ocupats pels llogaters i 3 estaven cedits a títol gratuït; 3 tenien dues cambres, 21 en tenien tres, 56 en tenien quatre i 85 en tenien cinc o més. 142 habitatges disposaven pel capbaix d'una plaça de pàrquing. A 63 habitatges hi havia un automòbil i a 84 n'hi havia dos o més.

### Piràmide de població
La piràmide de població per edats i sexe el 2009 era:
| Homes | Edats   | Dones |
| ----- | ------- | ----- |
| 0     | 95 o +  | 0     |
| 0     | 90 a 94 | 4     |
| 0     | 85 a 89 | 0     |
| 4     | 80 a 84 | 0     |
| 4     | 75 a 79 | 12    |
| 12    | 70 a 74 | 0     |
| 12    | 65 a 69 | 8     |
| 4     | 60 a 64 | 20    |
| 16    | 55 a 59 | 8     |
| 28    | 50 a 54 | 12    |
| 20    | 45 a 49 | 36    |
| 16    | 40 a 44 | 8     |
| 12    | 35 a 39 | 16    |
| 16    | 30 a 34 | 16    |
| 16    | 25 a 29 | 8     |
| 4     | 20 a 24 | 12    |
| 8     | 15 a 19 | 12    |
| 12    | 10 a 14 | 4     |
| 24    | 5 a 9   | 0     |
| 4     | 0 a 4   | 16    |

## Economia
El 2007 la població en edat de treballar era de 289 persones, 200 eren actives i 89 eren inactives. De les 200 persones actives 185 estaven ocupades (103 homes i 82 dones) i 15 estaven aturades (4 homes i 11 dones). De les 89 persones inactives 35 estaven jubilades, 11 estaven estudiant i 43 estaven classificades com a «altres inactius».

### Ingressos
El 2009 a Anneville-sur-Scie hi havia 170 unitats fiscals que integraven 448,5 persones, la mediana anual d'ingressos fiscals per persona era de 18.186 €.

### Activitats econòmiques
Dels 12 establiments que hi havia el 2007, 1 era d'una empresa alimentària, 4 d'empreses de construcció, 4 d'empreses de comerç i reparació d'automòbils, 2 d'empreses financeres i 1 d'una empresa de serveis.
Dels 4 establiments de servei als particulars que hi havia el 2009, 2 eren lampisteries, 1 electricista i 1 empresa de construcció.
Dels 3 establiments comercials que hi havia el 2009, 1 era una botiga de més de 120 m², 1 una botiga de menys de 120 m² i 1 una sabateria.
L'any 2000 a Anneville-sur-Scie hi havia 5 explotacions agrícoles.

## Equipaments sanitaris i escolars
El 2009 hi havia 2 escoles elementals integrades dins de grups escolars amb les comunes properes formant escoles disperses.

## Poblacions més properes
El següent diagrama mostra les poblacions més properes.